# Kanton Daule
Der Kanton Daule befindet sich in der Provinz Guayas im zentralen Westen von Ecuador. Er besitzt eine Fläche von etwa 500 km². Im Jahr 2022 lag die Einwohnerzahl bei rund 222.400. Verwaltungssitz des Kantons ist die Stadt Daule mit 65.145 Einwohnern (Stand 2010). 

## Lage
Der Kanton Daule liegt im Tiefland der Provinz Guayas. Der Hauptort Daule befindet sich 35 km nordnordwestlich der Provinzhauptstadt Guayaquil. Der Río Daule durchquert den Kanton in südlicher Richtung. Die Fernstraße E48 (Guayaquil–Velasco Ibarra) führt durch den Kanton und am Hauptort Daule vorbei. Nach Westen führt die E482 nach Jipijapa, nach Osten die E485 nach Babahoyo.
Der Kanton Daule grenzt im Nordosten an den Kanton Salitre, im Südosten an den Kanton Samborondón, im Süden und im Südwesten an den Kanton Guayaquil, im Westen an die Kantone Nobol und Lomas de Sargentillo sowie im Norden an den Kanton Santa Lucía.

## Verwaltungsgliederung
Der Kanton Daule ist in die Parroquias urbanas („städtisches Kirchspiel“)
- Daule – Sitz der Kantonsverwaltung (cabecera cantonal)
- La Aurora (Parroquia Satélite)

und in die Parroquias rurales („ländliches Kirchspiel“)
- El Laurel
- Juan Bautista Aguirre
- Limonal
- Los Lojas

gegliedert.

## Geschichte
Die Region erlangte am 11. Oktober 1820 Unabhängigkeit von Spanien als Teil der Freien Provinz Guayaquil unter José Joaquín de Olmedo, noch vor deren Beitritt zu Großkolumbien, und ist somit älter als die 1830 aus dem zerfallenden Großkolumbien gegründete Republik Ecuador.
Der Kanton Daule wurde am 25. Juni 1824 eingerichtet und war im 19. Jahrhundert einer der größten Kantone des Landes. In den Jahren 1855, 1878 und 1902 war im Gespräch, den Kanton Daule als eigenständige Provinz Ecuadors aus Guayas auszugliedern. Im 20. Jahrhundert wurden dann aus seinem Gebiet eine Reihe neuer Kantone ausgegliedert; 9 der heute 25 Kantone der Provinz Guayas sind Ausgliederungen aus Daule oder seinen „Tochterkantonen“:
- 1903: Ausgliederung des Kantons Balzar, daraus 1971 Kanton El Empalme und 1988 Kanton Colimes ausgegliedert
- 1985: Ausgliederung des Kantons Pedro Carbo
- 1987: Ausgliederung des Kantons Santa Lucía, daraus 1988 Kanton Palestina ausgegliedert
- 1992: Ausgliederung des Kantons Nobol und des Kantons Lomas de Sargentillo, aus letzterem 1996 Kanton Isidro Ayora ausgegliedert

Entwicklung der Einwohnerzahl im Kanton Daule bei landesweiten Volkszählungen zum jeweiligen Gebietsstand:
| Jahr                    | Einwohner | +/-     |
| ----------------------- | --------- | ------- |
| 1950                    | 79.082    | –       |
| 1962                    | 83.807    | 6 %     |
| 1974                    | 124.090   | 48,1 %  |
| 1982                    | 141.993   | 14,4 %  |
| 1990                    | 91.880    | −35,3 % |
| 2001                    | 85.148    | −7,3 %  |
| 2010                    | 120.326   | 41,3 %  |
| 2022                    | 222.446   | 84,9 %  |
| Datenherkunft: Wikidata |           |         |

## Wirtschaft
Daule ist allgemein bekannt als die Reiskammer Ecuadors, da im Kantonsgebiet hauptsächlich Reis angepflanzt wird. Daneben werden Kakao, Mais und Südfrüchte (besonders auffällig sind die Mango-Plantagen) angebaut. Die Industrie ist in erster Linie reisverarbeitende (Schälereien, Reismühlen).